# 陳凱港
陳凱港（英語：Harbour Chan Hoi-kong，1971年1月 - ），網名海港Sir、海港長官（Sir Haba），香港警察前警司（已被革職）以及微博KOL，曾任職沙田警區助理指揮官，其近年活躍於微博等社交平台，因高調言行及與不少激進建制派人士互動而得到傳媒關注，前妻為鐵路警區副指揮官蔡賢慧，另外亦有份投資品牌「小王子」。
陳凱港於2024年4月被判串謀詐騙兩項罪名成立，還柙候懲後，兩項控罪部分分期執行，同年5月被判囚六年半。

## 生平
- 陳7歲時隨母親從中國內地移居香港，從小由一班警察義工照顧長大，於皇仁書院畢業[5]，於少年時加入東區少年警訊，曾擔任售貨店員、採購主管，其後於1995年7月任職警察督察。[6][註 1]加入香港警察後，陳亦繼續參與少年警訊工作。
- 2019年反送中運動期間，陳凱港在臉書撰文寫一名老婦的故事，但遭求驗傳媒揭發老婦的圖片是盜圖，陳凱港反駁該為開源照片後遭原攝影師Anja Disseldorp揭發陳凱港並沒有取得圖片的使用授權[5]。
- 2019冠狀病毒疫情期間，陳凱港署名「海港sir」，以「香港警察」名義向武漢市第一人民醫院，速遞一盒列明有520個口罩的紙箱圖片，紙箱外更特別標明「520我愛你」字句。此舉涉嫌違反香港警隊紀律，遭到網絡輿論質疑。警方回應，是次捐贈純屬該人員的私人意願，與警隊無關，並已經訓示有關人員，在未經許可下，不得以警隊名義作出任何捐贈行為。其後，陳於個人社交平台表示「願意接受任何處分」，「為同僚帶來麻煩及損害組織聲譽，將停止所有社交媒體發聲及並保持低調」。[7][8]，但隨後卻食言，繼續運作個人社交平台。他在接受中新網採訪，表示自己決定“始于生日愿望，纯属个人行为”[9]。
- 2020年4月，陳凱港被揭發其位於大埔燕子里海景山莊7號的獨立屋嚴重大幅度僭建，整個外牆被往外推展，有如新建了一幢新的樓宇，前面地下兩層也僭建了一座玻璃結構的建築物。[3]6月，屋宇署向其發出清拆令，要求在90日內清拆。
- 2020年11月19日，陳凱港撰文指他「一個妹妹」的「爸爸」打電話給他，要求他不要參與「妹妹」的婚禮[10]，他的說法中疑似與「妹妹」沒有血緣關係，此事被文匯報等親建制傳媒報道[11]。
- 2021年1月，陳凱港承認其在社交平台多次宣傳的「王子商城」因曾售賣含氯己定成份、但未向衞生署註冊的藥膏，被警方立案調查。
- 2021年2月10日，陳凱港與另一警界KOL劉澤基的頻道聯合發佈全中國人民拜早年的視頻[12]。
- 2021年5月25日，陳凱港因涉嫌詐騙按揭貸款被捕，他與一名47歲女子於2019年向兩間銀行提供虛假文件及資料以獲取按揭貸款。兩人被扣留調查，而陳凱港將被停職[13]。陳凱港在微博發文聲稱他遭到抺黑，同時會配合詐騙案的調查[14]。陳凱港不認罪，經審訊後被判囚6年半。
- 2021年5月26日，《香港01》指陳凱港在2020年4月遭揭發僭建的大埔海景山莊豪宅已滿限期但仍未拆除[15]。